# Уилтшир, Стивен
Стивен Уилтшир (англ. Stephen Wiltshire; 24 апреля 1974, Лондон) — британский архитектурный художник, отличающийся феноменальной способностью по памяти воспроизводить архитектурные пейзажи, увидев их лишь один раз.

## Ранние годы
Стивен родился в Лондоне в 1974 году. В возрасте около трёх лет Стивену диагностировали синдром саванта. Когда Стивену было около пяти лет, он был зачислен в школу Queensmill в Западном Лондоне, где преподаватели впервые заметили его интерес к рисованию. Мальчик не разговаривал, а первое слово он произнёс в возрасте около пяти лет. Это было слово «бумага», что было достижением его учителей, которые стимулировали его называть вещи, необходимые ему для рисования.
У Стивена диагностирован аутизм. Для рисования он использует только шариковую ручку и бумагу. Во время рисования он включает музыку на своём iPod'е, чтобы не отвлекаться от работы. Он слушает музыку в том числе на улице, потому что боится шума города.
В феврале 1987 года BBC выпустила в эфир программу о синдроме саванта, которая называлась «Глупые Мудрые». В одном эпизоде была показана история двенадцатилетнего мальчика аутиста, Стивена Уилтшира, который нарисовал по памяти удивительно точный эскиз вокзала Сент-Панкрас, который он посетил в первый раз лишь мимолётом несколько часов назад. За этим сюжетом последовали сотни звонков и писем в BBC, с пожеланиями приобрести оригиналы работ Стивена.
Ему потребовалось провести 20-45 минут на борту вертолёта, чтобы изобразить Нью-Йорк.
В 2006 году Стивен был удостоен звания члена ордена британской империи, в этом же году Стивен открыл свою галерею в здании  «Королевской оперы Аркада».